# برلمان النرويج
برلمان النرويج (بالنرويجية: ٍStortinget وبالإنجليزية: Parliament of Norway) هو أعلى سلطة تشريعية في النرويج ويقع في العاصمة أوسلو. يتكون من مجلس واحد هو مجلس النواب ويضم 169 عضوا، يتم انتخابهم كل أربع سنوات بنظام القائمة الحزبية. ويرأس البرلمان هيئة رئاسة على رأسها رئيس البرلمان وخمسة نواب له. وحاليا رئيس البرلمان هو أولاف مايكل تومسن.
أُنشأ البرلمان بموجب الدستور النرويجي في عام 1814، وينعقد منذ عام 1866 في مبنى البرلمان الذي صممه المعماري إميل فيكتور لانغليت. وكان قد صَمّم الخطط الأولية للمبنى كلا من فيلهلم فون هانو وهينريك أرنست شيرمر، ولكن تم تجاهل هذا التصميم في وقت لاحق.
بعد انتخابات 2017 مثلت تسعة أحزاب في البرلمان وهي بحسب أعداد نوابها: حزب العمال النرويجي – حزب المحافظين – حزب التقدم – حزب الوسط – الحزب الاشتراكي اليساري – الحزب الليبرالي – الحزب الديمقراطي المسيحي – حزب الخضر – حزب الحمر.